# أليكس نيميلي
أليكس تشويميني نيميلي (بالإنجليزية: Alex Tchuimeni-Nimely) (مواليد 11 مايو 1991 في مونروفيا، ليبيريا) هو لاعب كرة قدم ليبيري يلعب في مركز الهجوم. شارك مع منتخب إنجلترا تحت 20 سنة لكرة القدم ومنتخب ليبيريا تحت 20 سنة لكرة القدم. أما مع النوادي، فقد لعب مع بورت فايل وكريستال بالاس وكوفنتري سيتي ومانشستر سيتي ونادي القطن ونادي ميدلزبره.

## وصلات خارجية
- أليكس نيميلي على موقع الاتحاد الدولي (مؤرشف)  (الإنجليزية)
- أليكس نيميلي على موقع قاعدة بيانات كرة القدم.إي يو (الإنجليزية)
- أليكس نيميلي على موقع Soccerbase.com (لاعب) (الإنجليزية)
- أليكس نيميلي على موقع Soccerway.com (الإنجليزية)
- أليكس نيميلي على موقع عالم كرة القدم.نت (الإنجليزية)
- أليكس نيميلي على موقع AS.com (الإسبانية)